# آکو برندز
آکو برندز (انگلیسی: ACCO Brands) شرکت تولید صنعتی آمریکایی است، که در سال ۲۰۰۵ تأسیس شد.